# Giuseppe Moricci

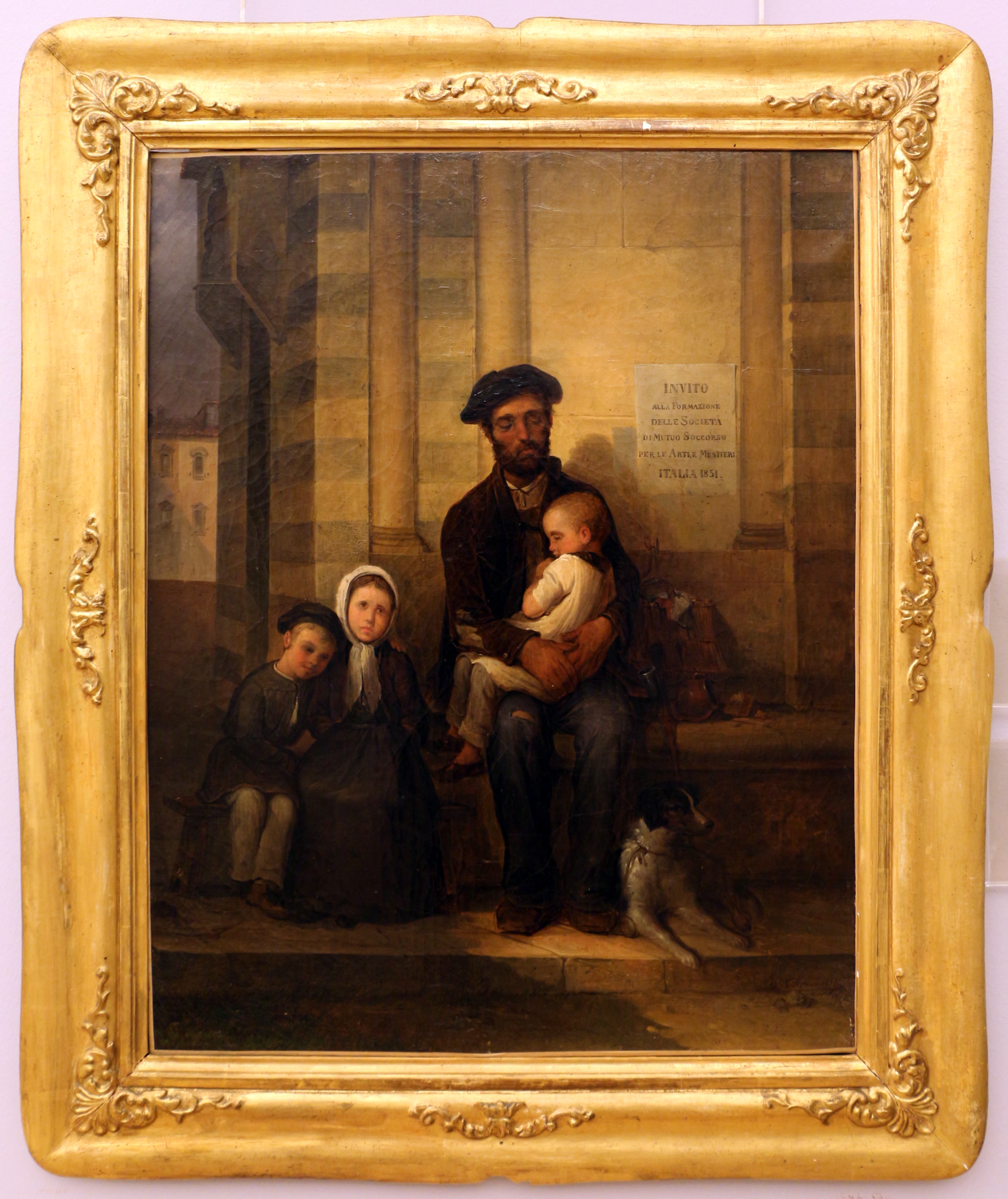
Giuseppe Moricci, L'artigiano cieco e la sua famiglia, 1851, olio su tela Galleria d'arte moderna (Genova)

Giuseppe Moricci (Firenze, 11 marzo 1806 – Firenze, 28 gennaio 1879) è stato un pittore e disegnatore italiano.

## Biografia
Giuseppe Moricci frequentò il liceo degli Scolopi di Firenze, dove studiarono alcuni pittori, tra cui Antonio Morghen, Tommaso Gazzarrini, Luigi Sabatelli, Giuseppe Angiolelli, Carlo della Porta, Luigi Corsini, Nicola Cianfanelli e Luigi Taliani. Si formò come pittore, studiando disegno e figura all'Accademia di belle arti di Firenze e divenne amico fraterno del pittore Enrico Pollastrini.
Nel 1828 vinse il premio per il disegno, al concorso triennale dell'Accademia, con Cristo che risuscita Lazzaro. Tra i suoi primi quadri esposti, c'era La cacciata del duca d'Atene (1833), dipinto di argomento storico.
Giuseppe Moricci faceva parte della brigata di artisti che si ritrovavano ai tavolini del Caffè Michelangiolo. Affrescò una sala con Michelangelo alle fortificazioni di S. Miniato. Anche suo fratello, Torello Moricci, è stato un pittore. Alla Esposizione della Promotrice, del 1856, Giuseppe presentò il dipinto Una barca di marinari greci. Ha disegnato e dipinto scorci di quella zona centrale di Firenze, animata, viva e popolare dove, a partire dal quadrilatero della città romana, si erano stratificate architetture, strette fra vicoli e piazzette. Gran parte di questa zona di Firenze è andata distrutta a fine Ottocento. Giuseppe Moricci prediligeva aspetti quotidiani della vita cittadina, a volte animati e vivaci, a volte anche crudi e li riprendeva dal vero. Disegnatore di facile vena, ha prodotto una quantità di piccole vedute, schizzi, disegni acquarellati, in uno stile nitido, essenziale, sicuro. Ha disegnato e dipinto contadini, saltimbanchi, popolani, lavandaie, mendicanti, raffigurando anche i vari mestieri: calzolaio, spazzacamino, robivecchio. Interessato anche a temi risorgimentali, dipinse Dopo la battaglia di Palestro, presentato alla I Esposizione nazionale a Firenze, del 1861, e disegnò L'arrivo dei piemontesi a Firenze, del 1860 e Manifestazione quarantottesca davanti alla Loggia dei Lanzi (matita e acquarello).
Nel Catalogo delle opere esposte nella mostra italiana d'arti belle in Parma, 1870 è registrato al n. 885 un suo dipinto dal titolo Un rabbino Orientale in meditazione. Fu chiamato all'insegnamento del disegno, all'Accademia di belle arti di Firenze. Una raccolta di suoi disegni e schizzi è conservata al Gabinetto dei disegni e delle stampe degli Uffizi. Un suo Autoritratto è conservato nella Collezione di autoritratti agli Uffizi.
Come Telemaco Signorini, pubblicava caricature su giornali umoristici, soprattutto toscani.

## Altre opere
- Ragazzo spazzacamino, 1939
- L'offerta dell'olio, 1843
- Il bacio della reliquia, olio su tela, 91x116,5 cm (firmato: G. Moricci 1847)
- Festa popolare nell'odierna piazza dell'Unità a Firenze, 1850 circa, inchiostro su carta, 40,5x55,2 cm
- La lezione di geografia, inchiostro su carta, 30,9x21,3 cm
- Trasporto della Madonna Rucellai, 1855 circa, olio su tela,  44,7 x 63,5 cm, Museo statale d'arte medievale e moderna, Arezzo
- Le Cascine col treno, 1856, matita su carta
- Il corpo di Francesco I, acquarello su carta, (immagine presa nel corso dell'esumazione del granduca, 1857-1858)
- Francesi accampati alle Cascine nel 1859, matita su carta, Gabinetto dei disegni e delle stampe, Firenze
- Episodio della guerra d'Indipendenza, china ed acquarello su carta, 34,5x49 cm
- Compianto, 1860 circa, inchiostro su carta, 23,4x34,3 cm
- Donna che abbandona un neonato presso l'Ospedale degli Innocenti recto, Le Parche verso, inchiostro su carta, 26,2x19,3 cm
- Piazza del Mercato vecchio olio su tela, Museo topografico Firenze com'era, Firenze
- Loggia del Pesce, olio su tela
- Il Mercato Vecchio di Firenze, 1860, olio su tela, 84x74 cm, Galleria d'arte moderna, Firenze
- Banco del lotto, 1864, acquerello su carta, 30x22,7 cm
- Piazza Santa Trinità, Gabinetto dei disegni e delle stampe, Firenze
- Veduta del mercato vecchio da via Strozzi, olio su tela, Museo Statale d'Arte Medievale e Moderna, Arezzo
- L'Avaro sospettoso, disegno acquarellato su carta
- II medico Zannetti cura un soldato ferito, Fondazione Spadolini Nuova Antologia, Firenze
- Il chiavaio, disegno acquarellato su carta
- Lettera dal soldato volontario, olio su tela, Palazzo Madama, Roma